# Río Salado (Cuba)
El río Salado es un curso fluvial cubano que recorre 12 1 km del sudeste de la isla. Nace en el Río Cauto, en la provincia de Granma y fluye en dirección noreste-oeste, desembocando en el Golfo de Guacanayabo. 
Posee una cuenca hidrográfica de 2 217 km² y cuenta con 13 afluentes. Sus aguas se aprovechan para regar los cultivos de arroz, pastos y en la ganadería. El río Salado es el mayor de los afluentes del río Cauto. Actúa como límite fronterizo entre los municipios cubanos de Báguanos y Urbano Noris.
En este río, tuvo lugar la Batalla del Río Salado, a inicios de la Guerra de los Diez Años (1868-1878). 